# Srednjovjekovna medicina
Srednjovjekovna medicina u Europi bila je mješavina saznanja i filozofskih ideja iz različitih izvora i temeljila se na:
- znanju naslijeđenom iz antike (pisana djela Hipokrata i Galena),
- filozofskom konceptu da su nematerijalna duša i materijalno tijelo nerazdvojivi,[1]
- jakom utjecaju Crkve,
- ideji o potrebi odustajanja od tjelesnih užitaka i od njege tijela.[1]

U srednjem vijeku nije postojala znanstvena metoda, tako da su se promotrene činjenice prenosile anegdotski i često bile miješane s utjecajem duhovnosti. Jedini pisani izvori znanja u ranom srednjem vijeku bila su pisana djela naslijeđena iz Rimskog Carstva, koja su uglavnom čuvana u samostanima. Saznanja o uzrocima bolesti i terapiji iz tih rukopisa miješale su se s vizijom života u kojem su sudbina, grijeh i utjecaji nebeskih tijela imali veliku ulogu na zdravlje pojedinca. Smatralo se da je učinkovitost liječenja usko vezana za vjerovanje pacijenta i liječnika. Ljekoviti su se pripravci (remedia physicalia) smatrali manje važnima i bili su u drugom planu u odnosu na duhovno djelovanje.

## Narodna medicina i utjecaj Crkve
Nemoguće je shvatiti razvoj medicine u srednjem vijeku u Europi, bez uzimanja u obzir izuzetno jakog utjecaja Crkve na svakodnevni život ljudi. Početkom 4. stoljeća, kršćanstvo je bilo religija manjine, koja je uglavnom bila zastupljena u urbanim sredinama. Tek se u narednim stoljećima kršćanstvo širilo u ruralne sredine u kojima je dolazilo u sukob s narodnom medicinom utemeljenom na poganskim običajima i praksi. Invazije barbara u kasnoj antici i ranom srednjem vijeku donijeli su i nove poganske običaje, koji su bili u sukobu s kršćanskom doktrinom. Crkva je naime aktivno zabranjivala terapijske modele utemeljene na magiji i šamanskim obredima.
Već od ranog srednjeg vijeka postojala je čvrsta ideja o vezi između bolesti i grijeha: papa Grgur I. je izjavio da je epidemija kuge iz 590. bila Božja kazna. Crkva je smatrala da Bog ponekad šalje bolesti među ljude kao neku vrstu kazne i da je kajanje jedini učinkovit put ka ozdravljenju. Dakle, u ranom srednjem vijeku je postojala i određena predrasuda prema praktičnoj medicini, koja je smatrana profesijom nedostojnom pravog kršćanina. Liječnik se smatrao osobom usko povezanom s magijom i šamanizmom, koja se aktivno odupire Božjoj volji da kazni ljude bolešću. Jedinim pravim liječnikom smatrao se Isus Krist (Christus medicus), a terapija je bila Božja milost. U kasnijim su razdobljima različiti crkveni redovi, posebno benediktinci, prihvatili liječenje oboljelih kao jedan od osnovnih činova milosrđa i aktivno djelovali u tom smislu.
Gotovo u cijelom srednjem vijeku nije postojala jedinstvena medicinska teorija. Unutar svake obitelji jedna se osoba, ili više njih, brinulo za jednostavne zdravstvene probleme, a u svakoj zajednici postojale su osobe koje su imale iskustva sa složenijom zdravstvenom problematikom kao npr. primalje, zubari, travari, i stručnjaci za liječenje prijeloma. U većim naseljima i gradovima mogli su se naći i stručnjaci koji su vršili jednostavnije kirurške zahvate kao incizije apscesa ili puštanje krvi. Često su ti isti liječnici bili i astrolozi, mistici i stručnjaci za vještičarenje. Nije postojala jasna granica između medicine i magije. Spoznaje iz antičkih pisanih djela iz područja medicine, vrlo su često korištene i citirane na temelju autoriteta, bez da su prošle provjeru empirijskim dokazom.
Srednjovjekovna je medicina u Europi naglo napredovala tek u 12. stoljeću s osnivanjem prvih sveučilišta i nakon prevođenja mnogih arapskih pisanih dijela iz područja medicine i farmakologije.

## Ratovi i pošasti
Nakon pada Zapadnog Rimskog Carstva i provalâ barbara, Europa ulazi u razdoblje nestabilnosti i ratova. Velike seobe naroda povećavaju pojavu epidemija i dolazi do općeg smanjenja broja stanovnika. Najveće pošasti srednjeg vijeka bile su:
- bubonska kuga iz doba Justinijana 543. izazvana bakterijom Yersinia pestis,
- guba, endemična bolest prisutna tijekom cijelog srednjeg vijeka izazvana bakterijom Mycobacterium leprae,
- "crijevna kuga" iz 7. stoljeća; sudeći po opisima iz dokumenata onog doba najvjerojatnije se radilo o dječjoj paralizi,
- ergotizam iz 590. i 857. u Parizu i 944., bolest izazvana trovanjem raženim gljivicama Claviceps purpurea, stoga nije zarazna, ali se u ono doba smatrala zaraznom bolesti.[5]
- "Crna smrt" iz 1348. je najveća epidemija srednjovjekovne Europe, epidemija kuge ubila otprilike trećinu cjelokupnog stanovništva na kontinentu.

U stvari jedina endemska bolest tog doba bila je guba, koja je po broju slučajeva rasla tijekom cijelog srednjeg vijeka razmjerno povećanju broja stanovnika. Oboljeli se u početku jednostavno tjeraju iz naseljenih mjesta, no s vremenom se osnivaju tzv. leprozariji, građevine koje su služile za izolaciju oboljelih od zdravih ljudi. U kasnom srednjem vijeku, leprozariji dobivaju i osoblje koje se brine za oboljele. U brizi za oboljele u leprozarijima posebno su se isticali pripadnici reda sv. Lazara iz Jeruzalema. Broj oboljelih od gube naglo je opao u 12. stoljeću s izolacijom oboljelih i općim poboljšanjem higijenskih uvjeta.

## Temelji srednjovjekovne medicine
U ranom srednjem vijeku dolazi do pojednostavnjenja i osiromašenja teorijskih medicinskih spoznaja u odnosu na antiku. Teorijska medicina iz stare Grčke i Rima ostaje djelomično sačuvana u samostanskim dokumentima i u rijetkim središtima bizantske tradicije. Među ondašnjim liječnicima, teorijski je aspekt medicine bio izoliran i osiromašen na nužni minimum, dok se veliki značaj pridavao terapiji. Pisani dokumenti iz područja medicine između 5. i 10. stoljeća bili su vrlo šaroliki. Najčešće su to bili recepti za pripravu lijekova ili praktični priručnici u kojima su bolesti bile kratko i površno opisane, dok se veći naglasak davao detaljima same terapije. Veći dio teorijske medicine tog doba, dolazio je od sačuvanih spisa Hipokrata i Galena, djela ostalih autora bila su gotovo beznačajna. 
Medicina je u ranom srednjem vijeku stoga bila praktična medicina, koja se temeljila na izravnom i osobnom prijenosu znanja sa starijih na mlađe i na narodnim terapijama vezanim uz običaje. U ogromnoj većini slučajeva nisu postojale medicinske škole, sav se prijenos znanja odvijao uglavnom na osobnoj razini. Isto tako nije postojala nikakva institucija koja je dodjeljivala naslov liječnika, niti davala autorizaciju za liječničku praksu.

### Duša
Antička je medicina bila pod velikim utjecajem Hipokrata, koji je suprotno Asklepijevim učenjima negirao utjecaj duše na zdravstveno stanje tijela. Duša u antici, dakle, nije imala utjecaja na stanje bolesti ili zdravlja. Ideje su se temeljito promijenile u srednjem vijeku kako u Europi tako i u islamskim zemljama. Ponovo je prihvaćeno gledište da su nematerijalna duša i materijalno tijelo nerazdvojivi i da je bolest narušavanje ravnoteže te nerazdvojive cjeline.

### Koncept bolesti
Stanje bolesti i stanje zdravlja nisu odvojene kategorije, nego dvije krajnosti; uloga je medicine održavati unutarnju ravnotežu između duše i tijela. Velik se naglasak stoga davao prevenciji i sprječavanju gubitka ravnoteže.

### Bol
Odnos prema osjećaju boli mijenjao se tijekom srednjeg vijeka. Pisani izvori koji se odnose na bol su izuzetno rijetki i gotovo se u nijednom nije pridavala ikakva važnost boli. Bol je bila prezrena i uloga je pacijenta bila trpjeti bol u tišini bez opterećivanja ostalih. Bol je doživljavana kao Božja kazna. Velik je utjecaj na takvo poimanje boli imao Stari zavjet, točnije knjiga Postanka: "U bolima ćeš rađati djecu"... Bol je, dakle, bila doživljavana kao kazna, čija je uloga u stvari bila iskupljenje. Od 12. stoljeća osjetljivost na tuđu bol se djelomično mijenja, počinje se razvijati svijest o patnji, ideja kršćanskog milosrđa i osnivaju se prve bolnice. To je vidljivo i u likovnoj umjetnosti onog doba, s pojavom prikazivanja Kristove patnje (Pietà, Križni put...). Javljaju se i prve zamisli kako bi se medicina trebala baviti i smanjenjem boli i patnje pacijenta, u to vrijeme obnovljena je i svijest o njezi tijela.

### Odnos prema tijelu
Tijekom srednjeg vijeka materijalno je tijelo prezreno, pošto je podložno starenju i propadanju. Tijelo se stavljalo u suprotnost s dušom, koja je uzvišena i vječna. Uloga je tijela bila primiti na sebe patnju kao put ka spasenju kroz pokoru. Od 12. stoljeća odnos se prema tijelu postupno mijenja. Shvaća se nužnost njege tijela za zdravlje pacijenta, čak se pretpostavlja da ograničeni tjelesni užitak može biti blagotvoran za zdravlje, ako se u njemu ne pretjeruje i ako ne postane važniji od duhovne izgradnje. Znak obnovljene važnosti prema tijelu jest ponovno davanje naglaska na Utjelovljenje Kristovo, na uskrsnuće mrtvih, te se javlja jak kult relikvija.

### Odnos prema radu
U srednjem vijeku rad je doživljavan kao kazna i ispaštanje i imao je istu ulogu koju je imala bol: postizanje iskupljenja (Postanak: "U znoju lica svoga kruh ćeš jesti"). U 12. stoljeću i ova se koncepcija mijenja i rad dobiva svoju pozitivnu ulogu. Čovjek koji radi postaje Božji suradnik.

## Medicinska praksa u srednjem vijeku

### Narodna medicina
Narodna je medicina bila prevladavuća tijekom prve polovine srednjeg vijeka, pogotovo u ruralnim sredinama. Temeljila se na travarstvu, liječenju mineralima (kristaloterapija), magijskim i šamanskim obredima i praznovjerju. S povećanjem utjecaja Crkve, takva je praksa ulazila u sukob s kršćanskim naukom i bila aktivno zabranjivana. Crkva je pokušavala odvojiti pripremu ljekovitih pripravaka od magijskih rituala, a često je umjesto magijske prakse promicala molitvu.

### Samostanska medicina
Za razliku od narodne medicine, u samostanima se prakticirala medicina učenih ljudi, koji su imali pristup pisanim dokumentima. Liječenje je u početku bilo rezervirano za same fratre unutar samostana, tek se u kasnijim razdobljima otvara za običan puk kao čin kršćanskog milosrđa. Samostanski su liječnici doživljavali liječenje ljudi kao religioznu obavezu i u pravilu nisu izravno primali novčanu naknadu; plaćanje se vršilo samostanu kao instituciji. Pravilo sv. Benedikta kazuje da "prije svega mora biti njega bolesnog, koji mora biti liječen u Istini, kao što je Krist Istina." 
Proširenjem prostora za prihvat pacijenata, nastale su prve bolnice. Bolnica je u početku bila struktura koja je prihvaćala i njegovala ne samo bolesne, već i siromašne, stare i nemoćne, siročad i napuštenu novorođenčad. U početku se nije vršila distinkcija između bolesnog i siromašnog (infirmitas i paupertas). Tek se u kasnijim razdobljima profilirala u ustanovu za liječenje bolesnih, a za ostale kategorije potrebitih osnovane su posebne institucije.
U samostanima se davala velika pažnja uzgoju ljekovitog bilja i pripravi medicinskih pripravaka, koji su brižljivo bili zabilježeni u obliku zbirki recepata. U ranom srednjem vijeku je stoga samostanska medicina bila najrazvijeniji oblik medicine, rođen kao sinteza spoznaja iz rukopisa Hipokrata i Galena s praktičnim spoznajama priprave lijekova, sve u kontekstu liječenja tijela i duše.

### "Ecclesia abhorret a sanguine" i pitanje obdukcije
Poznata rečenica "Ecclesia abhorret a sanguine" ("Crkva se gnuša krvi.") ukazuje na crkvenu zabranu prakticiranja kirurgije i seciranja mrtvih tijela. Ova je rečenica, po nekim izvorima, pripisana četvrtom Lateranskom saboru 1215., a ponekad saboru u Toursu 1163.  Rečenica je vrlo kontroverzna, pošto se u stvari prvi put javlja tek 1774. u pisanom djelu Recherches de la France Francoisa Quesnaya, francuskog povjesničara s medicinskog fakulteta u Parizu. Pretpostavlja se da je navedena rečenica povijesni falsifikat iz 18. stoljeća, napisan kao pokušaj onog doba da se srednjovjekovna Crkva prikaže u svjetlu neprijatelja znanosti. 
Dokumenti iz navedenih sabora su uistinu obrađivali problematiku prolijevanja krvi, ali u smislu ratovanja i smrtnih kazni, nikako kirurgije i seciranja mrtvih tijela.
Crkva, dakle, nikad nije posebno zabranjivala seciranje mrtvaca u znanstvene svrhe, kao ni kirurgiju. Jedine zabrane u tom smjeru bile su zabrana Grgura IX., koji je branio prakticiranje kirurgije i medicine višem kleru i papinska bula De sepulturis Bonifacija VIII. iz 1299. godine. De sepulturis, poznata i kao Detestandae feritatis je izdana iz sasvim različitih razloga od medicine i kirurgije. U doba križarskih ratova među kršćanskim se plemstvom u Svetoj Zemlji proširio posebno jeziv običaj. Za plemića koji je poginuo u boju, postojala je obaveza pokopa u obiteljskoj grobnici, zajedno s precima. Pošto je bilo praktički nemoguće organizirati prijevoz u domovinu, mrtvo su tijelo komadali i kuhali kako bi se s lakoćom odvojilo meko tkivo od kosti. Kosti su se tada spremale u drvene kutije i prvom prilikom prenosile u domovinu. Neki su pripadnici plemstva čak davali nalog svojoj posluzi da im raskomada tijelo nakon smrti i dijelove tijela pokopa na svetim mjestima ili uz grobnice svetaca. Papa Bonifacije VIII. proglasio je takve običaje bezbožnima, nehumanima i divljačkima i odlučio se za zabranu istih i kao kaznu odredio izopćenje iz Katoličke crkve. Jasno je da taj crkveni dokument nije imao za svrhu kočenje spoznaja u medicini, ni zabranu prakticiranja kirurgije.
Praksa seciranja mrtvaca u znanstvene svrhe nije bila prisutna u srednjem vijeku, prvenstveno iz pijeteta prema mrtvoj osobi. Prve zabilježene obdukcije vršene su na novoosnovanim sveučilištima tek krajem 13. stoljeća. Prvi pisani dokument koji opisuje obdukciju u znanstvene svrhe je Cronica talijanskog franjevca Salimbena de Adama iz 1289. godine. Salimben opisuje niz obdukcija koje je jedan liječnik vršio nad žrtvama neprecizirane epidemije koja je pogodila sjevernu Italiju, kako bi otkrio uzrok bolesti. Prva seciranja mrtvih tijela isključivo u didaktičke svrhe zabilježena su 1315. u Bologni, pa 1391. u Španjolskoj. Seciranja mrtvaca u didaktici postat će raširena tek u 16. stoljeću.
Obnovljeno zanimanje za obdukciju rađa se prvenstveno iz ponovnog otkrića antičkih rukopisa iz područja medicine prevedenih s arapskih izvora i dostupnost mrtvim i često raskomadanim tijelima za vrijeme križarskih ratova.

## Medicinska teorija u srednjem vijeku
Temelj srednjovjekovne medicine bila je teorija četiriju životna soka. Ova je teorija preuzeta iz antičke medicine, pogotovo iz Hipokratovog "Corpus Hippocraticum", i dominirala je zapadnoeuropskom medicinom do početka 19. stoljeća. Po ovoj teoriji u čovjeku se nalaze četiri životna soka ili "humora": crna žuč, žuta žuč, flegma (sluz) i krv, svaki od njih proizveden u pripadajućem ljudskom organu. Čovjekovo zdravlje stoga ovisi o savršenoj ravnoteži tih četiriju životnih sokova, a različite su vrste bolesti posljedica pretjerane ili premale proizvodnje jednog od sokova. Prevelika proizvodnja flegme, na primjer, izazivala je plućne bolesti, a tijelo pokušava kašljem izbaciti višak flegme kako bi ponovo uspostavilo ravnotežu. Ravnoteža među životnim sokovima mogla se postići pravilnom prehranom, biljnim pripravcima, puštanjem krvi ili pijavicama. Životni su sokovi bili povezani i s ljudskim temperamentom i bili asocirani s godišnjim dobima i s četirima Empedoklovim elementima.
| Životni sok | Temperament | Organ   | Priroda       | Element |
| crna žuč    | melankolik  | slezena | hladna-suha   | zemlja  |
| flegma      | flegmatik   | pluća   | hladna-vlažna | voda    |
| krv         | sangvinik   | glava   | topla-vlažna  | zrak    |
| žuta žuč    | kolerik     | žuč     | topla-suha    | vatra   |

Uporaba biljnih pripravaka se savršeno uklapala u ovu teoriju, pošto se smatralo da različite biljke djeluju na proizvodnju i kvalitetu životnih sokova. Izbor ljekovitih biljaka vršio se i po tzv. "potpisu stvari" (signatura rerorum). Srednjovjekovna je kršćanska doktrina tvrdila da je Bog dao ljudima instrumente kako umanjiti bol i patnju u obliku darova prirode bilo biljnog, životinjskog ili mineralnog podrijetla. Svaki je dar prirode imao na sebi "znak" ili "potpis" (signum), koji je davao naznake za što se trebao koristiti. Sjeme šiška (Scutellaria galericulata), na primjer, imalo je oblik lubanje, stoga se koristila protiv glavobolje, ili bijeli listovi na mrlje plućnjaka (Pulmonaria officinalis) podsjećali su na pluća oboljelog. Pretpostavljalo se da postoji mnoštvo takvih Božjih znakova.

## Promjene u 12. stoljeću
U 12. je stoljeću došlo do pravog kulturnog preporoda, koji se reflektirao i na saznanja u medicini. Faktori koji su najviše utjecali na napredak u medicinskim spoznajama su prijevodi arapskih rukopisa i osnivanje prvih sveučilišta.

### Utjecaj islamske medicine
U 12. stoljeću Europa je ušla u dublji kontakt s islamskom kulturom, uglavnom preko križarskih ratova. U samostanima se započelo s prevođenjem rukopisa arapskih filozofa i mislilaca, koji su prethodno preveli na arapski jezik mnoštvo starogrčkih i indijskih pisanih dijela. Najvažniji medicinski traktat onog doba koji se raširio Europom je "Kanon medicine" (arapski: القانون في الطب Al-Qanun fi al-Tibb) perzijskog filozofa Avicene. Avicenin Kanon napisan je 1030. godine i objedinjavao je islamsku i starogrčku medicinu s nekim elementima Ajurvede. Postao je pisano djelo na kojem se temeljilo medicinsko obrazovanje u Europi onog doba. Prevedeni su i drugi značajni dokumenti iz područja medicine kao npr. Alkindusov De gradibus , zatim Liber pantegni Konstantina Afričkog, Al-tasrif Albucasisa i djela Isaaca Israeli ben Solomona.

### Osnivanje prvih sveučilišta
U ranom srednjem vijeku katolička je Europa vidno civilizacijski zaostajala u odnosu na islamski svijet i na Bizant. Oko 1000. godine Europa postupno dolazi u dublji kontakt s Islamom, prvenstveno preko rekonkviste i križarskih ratova. To rađa novi impuls u znanosti i umjetnosti u Europi.
Osnivanje prvih sveučilišta počinje tek u 13. stoljeću: najprije u Montpellieru, Bologni, Parizu, i Padovi, a potom i u drugim gradovima. U talijanskom se gradu Salernu 1280. osniva prva laička medicinska škola, nevezana za religiozne institucije.
S osnivanjem sveučilišta medicina se postavlja na znanstvene temelje, pogotovo anatomija. Počinju se vršiti prva seciranja mrtvih tijela i kirurška se praksa sad vrši na ljudskim tijelima, a ne na životinjskim.
Dolazi do velikog napretka i u higijenskim normama unutar bolnica i naslov liječnika postaje formalan.

## Terapeutske figure u srednjem vijeku
Jedna od karakteristika medicine srednjovjekovnog razdoblja je velika šarolikost ljudi koji su se bavili liječenjem. Za razliku od drugih zanata, u ranom srednjem vijeku nije postojala formalna figura liječnika. Ljudi koji su se bavili liječenjem činili su to povremeno, uz svoje osnovno zanimanje. Narodni su liječnici u srednjem vijeku bili muškarci i žene, različitih zanimanja i društvenog statusa, od kmetova do bogatih akademika. Travari, primalje, mistici, astrolozi, zubari i ostale terapeutske figure prodavali su svoje usluge, čak i mamili potencijalne mušterije. U većini slučajeva primali su naknadu za svoje usluge u hrani ili odjeći. S razvojem formalne medicine u 12. stoljeću narodni su liječnici postepeno bili istisnuti iz sustava liječenja.
U samostanima su se fratri liječnici bavili medicinom prvenstveno iz kršćanskog milosrđa i bili su neizmjerno više učeni od narodnih liječnika. Pravilo je bilo da ne primaju nikakvu naknadu za svoje usluge, sva zarada za pružene usluge išla je samostanu.
Sljedeća važna figura srednjovjekovne medicine bili su sveci. Danas se izlječenje putem djelovanja svetaca ne ubraja u medicinu, ali je ova metoda u srednjem vijeku bila široko prihvaćena. Oboljeli se obraćao svecu najčešće jer nije imao pristupa drugim vidovima medicine, kod kroničnih i neizlječivih bolesti ili ako se ostale terapije nisu pokazale učinkovitima.